# رونالد دفئو جی‌آر.
رونالد دفئو جونیور (انگلیسی: Ronald DeFeo Jr.؛ زادهٔ ۲۶ سپتامبر ۱۹۵۱- درگذشت ۱۲ مارس ۲۰۲۱)
یک قاتل دسته‌جمعی است. او برای کشتار سال ۱۹۷۴ که شامل پدرش، مادرش، دو برادرش و دو خواهر می‌باشد مقصر است.

## جزئیات واقعه
حوالی ساعت ۶:۳۰ بعد از ظهر روز چهارشنبه ۱۳ نوامبر ۱۹۷۴، دفئو ۲۳ ساله وارد بار هنری در امیتی‌ویل، لانگ آیلند نیویورک شد و اعلام کرد:"شما باید به من کمک کنید! من فکر می‌کنم به مادر و پدرم شلیک شده‌است!". او و گروه کوچکی از مردم به خیابان ۱۱۲ اقیانوس که در نزدیکی نوار واقع شده بود، رفتند و دریافتند که والدین دفئو در داخل خانه مرده‌اند. یکی از این گروه‌ها، دوست دفئو (جو ایوویت) با پلیس شهرستان سافتک تماس اضطراری گرفت، وی در خانه جستجو کرد و فهمید که شش عضو همان خانواده در رختخواب خود کشته شده‌اند. قربانیان والدین رونالد جونیور بودند:رونالد دفئو(۴۴ ساله) پدرش و لوئیز دفئو بریگانت(۴۲ ساله) مادرش؛ و چهار خواهر و برادرش:داون(۱۸ ساله)، آلیسون(۱۳ ساله)، مارک(۱۲ ساله) و جان متیو (۹ ساله). همه قربانیان با یک تفنگ با عملکرد کالیبر ۰/۳۵ با اسلحه مارلین ۳۳۶ حوالی ساعت سه بامداد به گلوله بسته شدند. به والدین دفئو دو بار شلیک شده بود، در حالی که بچه‌ها همه با تک شلیک کشته شدند. شواهد جسمی نشان می‌دهد که لوئیز دفئو و دخترش آلیسون هر دو در زمان مرگشان بیدار بودند. به گفته پلیس شهرستان سوفولک، همه قربانیان در حالت خوابیده به شکم در رخت خواب پیدا شده‌اند. خانواده دفئو از زمان خرید خانه در سال ۱۹۶۵، در پلاک ۱۱۲ خیابان اوشن ساکن بوده‌اند. این شش قربانی بعداً در قبرستان سنت چارلز در فارمینگ دیل به خاک سپرده شدند. دفئو معروف به "باچ"، فرزند ارشد خانواده و تنها بازمانده خانواده بود. وی پس از اینکه در صحنه جنایت به مأموران پلیس گفت که این قتل‌ها توسط یک آدمکش به نام لوئیز فالینی انجام شده‌است برای محافظت از خود به پلیس آگاهی منتقل شد. با این حال، یک مصاحبه در پاسگاه خیلی زود ناسازگاری‌های جدی در شرح او از وقایع را نشان داد. روز بعد او اعتراف کرد که خود قتل‌ها را انجام داده‌است و فالینی، آدمکشی که ادعا کرده بود، مدرکی ارائه داد که ثابت می‌کرد در زمان قتل خارج از ایالت بوده‌است. دفئو به کارآگاهان گفت:"هنگامی که شروع کردم، نتوانستم متوقف شوم. خیلی سریع پیش رفت". او تأیید کرد که حمام کرده، لباس تمیز پوشیده و محل جایی که مدارک مهم از جمله لباسهای آغشته به خون، مارلین ریفل (نام تفنگ) و گلوله‌ها را قبل از رفتن به محل کار مثل همیشه، آن جا دفن کرده را مشخص کرد.